# Алпаидзе, Галактион Елисеевич
Галактио́н Елисе́евич Алпаи́дзе (25 октября [7 ноября] 1916 — 2 мая 2006) — советский генерал, командир 972-го артиллерийского полка 113-й стрелковой дивизии 57-й армии 3-го Украинского фронта, майор.
Герой Советского Союза (28.04.1945), генерал-лейтенант в отставке.

## Биография
Родился в семье крестьянина. Грузин. Окончил 7 классов. Работал на Курсебском гранитном заводе и на Рионской ГЭС. В рядах Красной Армии с 1938 года. Выпускник Тбилисского артиллерийского училища 1940 года.

### Великая Отечественная война
На фронтах войны с октября 1941 года. Принимал участие в боях за Москву, в форсировании Днепра, в освобождении Венгрии, Румынии, Австрии.
Вступил в ряды ВКП(б) в 1942 году.
Полк Алпаидзе особо отличился в марте 1945 года у венгерского озера Балатон, уничтожив 10 танков, 23 огневые точки и подавив огонь 6-и артиллерийских батарей противника. Сам Алпаидзе был трижды ранен, в том числе контужен и временно оглушён, но свой пост не бросил и продолжал командовать полком.

Указом Президиума Верховного Совета СССР от 28 апреля 1945 года за мужество и героизм, проявленные в боях с врагом, майору Алпаидзе Галактиону Елисеевичу присвоено звание Героя Советского Союза с вручением ордена Ленина и медали «Золотая Звезда».

### Послевоенные годы
После войны продолжил службу в армии. Избирался депутатом Верховного Совета СССР 2-го созыва. Был слушателем в Военной академии имени Дзержинского, назначался командующим артиллерией сталинградской дивизии, начальником отдела боевой подготовки артиллерии, первым заместителем начальника полигона «Капустин Яр», начальником испытательного полигона «Плесецк».
Генерал Алпаидзе был любителем зимнего плавания и поощрял занятие зимним плаванием в гарнизоне. В Мирном имелась тёплая раздевалка на берегу озера и прорубь 15 м в длину, которую зимой вырубали и поддерживали в надлежащем состоянии.
Ушел в отставку в 1975 году в звании генерал-лейтенанта. С 1975 по 1992 годы был заместителем директора и Главного конструктора Московского института теплотехники. Скончался 2 мая 2006 года.

## Память
- Похоронен на Троекуровском кладбище в Москве.
- Звание почётного гражданина городов Мирный (1975), Малоярославец (1985), Ткибули.
- В Мирном его именем назван один из городских парков[5].
- 2 апреля 2007 года в честь Г. Е. Алпаидзе назван астероид 11824 Alpaidze, открытый в 1982 году астрономом Л. И. Черных.

## Награды
- Медаль «Золотая Звезда» Героя Советского Союза (28.04.1945, медаль № 5434)
- Орден Ленина (28.04.1945)
- Орден Отечественной войны I степени
- Два ордена Красного Знамени
- Орден Трудового Красного Знамени
- Орден Александра Невского
- Четыре ордена Красной Звезды
- Медали СССР, Венгрии и Румынии, в том числе:
  - Медаль «За победу над Германией в Великой Отечественной войне 1941—1945 гг.»
  - Юбилейная медаль «Двадцать лет Победы в Великой Отечественной войне 1941—1945 гг.»
  - Юбилейная медаль «Тридцать лет Победы в Великой Отечественной войне 1941—1945 гг.»
  - Юбилейная медаль «Сорок лет Победы в Великой Отечественной войне 1941—1945 гг.»
  - Юбилейная медаль «50 лет Победы в Великой Отечественной войне 1941—1945 гг.»
  - Юбилейная медаль «60 лет Победы в Великой Отечественной войне 1941—1945 гг.»
- Государственная премия СССР (1977)